# Scapanoclypeus testaceus
Scapanoclypeus testaceus är en skalbaggsart som beskrevs av Evans 1987. Scapanoclypeus testaceus ingår i släktet Scapanoclypeus och familjen Melolonthidae. Inga underarter finns listade i Catalogue of Life.